# Петар Ђокић
Петар Ђокић (Брчко, 29. јул 1961) српски је политичар и економиста. Садашњи је министар енергетике и рударства Републике Српске и предсједник Социјалистичке партије (СП). Бивши је предсједник Народне скупштине Републике Српске и министар рада и борачко-инвалидске заштите.

## Биографија
Рођен је у Брчком 1961. године. У Сарајеву је завршио Средњу школу унутрашњих послова. Стекао је 1991. звање дипломирани економиста у области менаџмента на Megatrend International Expert Consortium Limited у Лондону. Године 2005. стекао је звање дипломирани економиста у области извршног управљања на Факултету за пословне студије Мегатренд универзитета у Београду. Био је запослен у органима унутрашњих послова, затим као директор приватног трговачког предузећа Интермаркет, те као повјереник за избјегла и расељена лица у Брчком. Радио је као инспектор у Комесаријату за избјеглице Републике Српске, био је посланик у Народној скупштини Републике Српске и предсједник Народне скупштине Републике Српске од 1998. до 2000. године. Неколико пута је обављао дужност предсједника Одбора за одбрану и безбједност Републике Српске. На положај министра рада и борачко-инвалидске заштите Републике Српске изабран је 29. децембра 2010. године, а за министра индустрије, енергетике и рударства РС 18. децембра 2014. године.
Ожењен је, живи у Брчком и има једно дијете.